# Ordem da Estrela de Ouro
A Ordem da Estrela de Ouro (em vietnamita:  Huân chương Sao vàng) é a mais alta condecoração do Vietnã. É outorgada pelo Governo do Vietnã para um militar ou civil "que completou serviço excepcional ou organização estabelecida excelente conquista para a causa revolucionária do Partido e da Nação." A ordem foi estabelecida em 6 de junho de 1947, seguindo o decreto nº 58/SL do Governo da República Democrática do Vietnã, seu desenho foi modificado pela Lei de Emulação e Recompensas promulgada em 26 de novembro de 2003.

## Características
De acordo com o decreto de 1947, a Ordem da Estrela de Ouro consistia em duas partes: uma estrela de cinco pontas em bronze dourado presa a uma faixa vermelha com borda amarela. A Lei de 2003 propôs um novo modelo de medalha que é composto por três partes, a estrela de cinco pontas, a fita e a barra simbolizando a Bandeira do Vietname. 

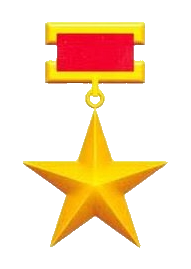
A Ordem da Estrela de Ouro de 1947 a 2003.
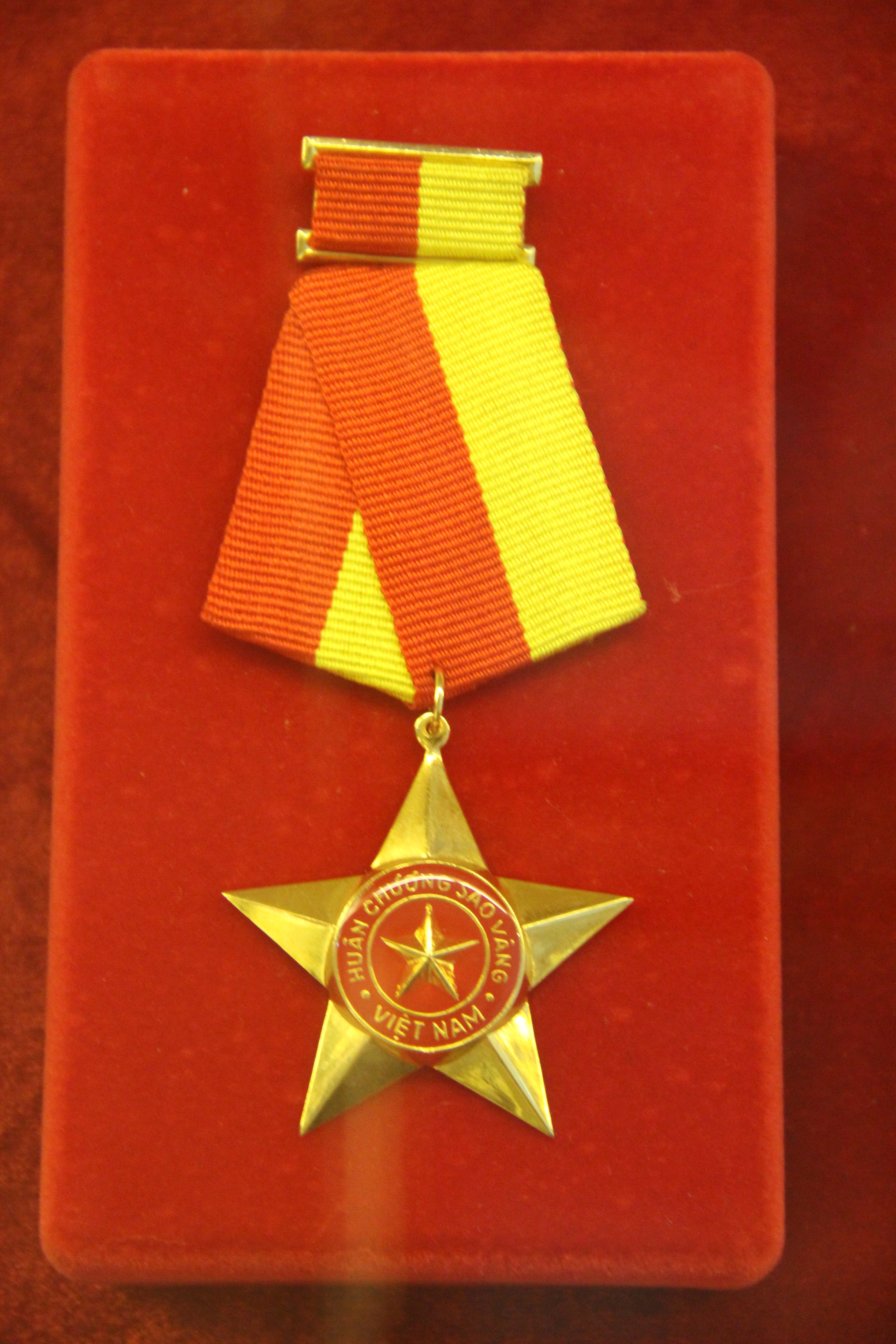
Atual Ordem da Estrela de Ouro em exposição no Museu de Armas de Hanói.

## Agraciamento
A Ordem da Estrela de Ouro é concedida à pessoa que fez contribuições excepcionais ao Partido e à Nação, por exemplo, aqueles que participaram do movimento revolucionário antes de 1935 e ocuparam cargos de líderes do Partido, do Governo ou de comandante-em-chefe do Exército Popular do Vietnã. Se a pessoa começou a se dedicar à causa revolucionária e ao país depois de 1945, para ser elegível para a honraria, essa pessoa tem que assumir um dos cargos de Secretário-Geral do Partido, Presidente do Vietnã, Primeiro-Ministro do Vietnã, Presidente da Assembleia Nacional ou General das Forças Armadas antes de 30 de abril de 1975. A pessoa que trouxe mudanças significativas ao país ou teve obras com profundo impacto na sociedade, segurança e economia do Vietnã também está disponível para a Ordem da Estrela de Ouro. Chefes de Estados estrangeiros que contribuíram ativamente para o Vietnã às vezes são reconhecidos pelo Governo do Vietnã com a comenda. Além disso, a ordem pode ser concedida coletivamente a uma organização, unidade civil ou militar, que realizou excelentes conquistas para o Partido e a Nação.

## Agraciados notáveis

### Individual

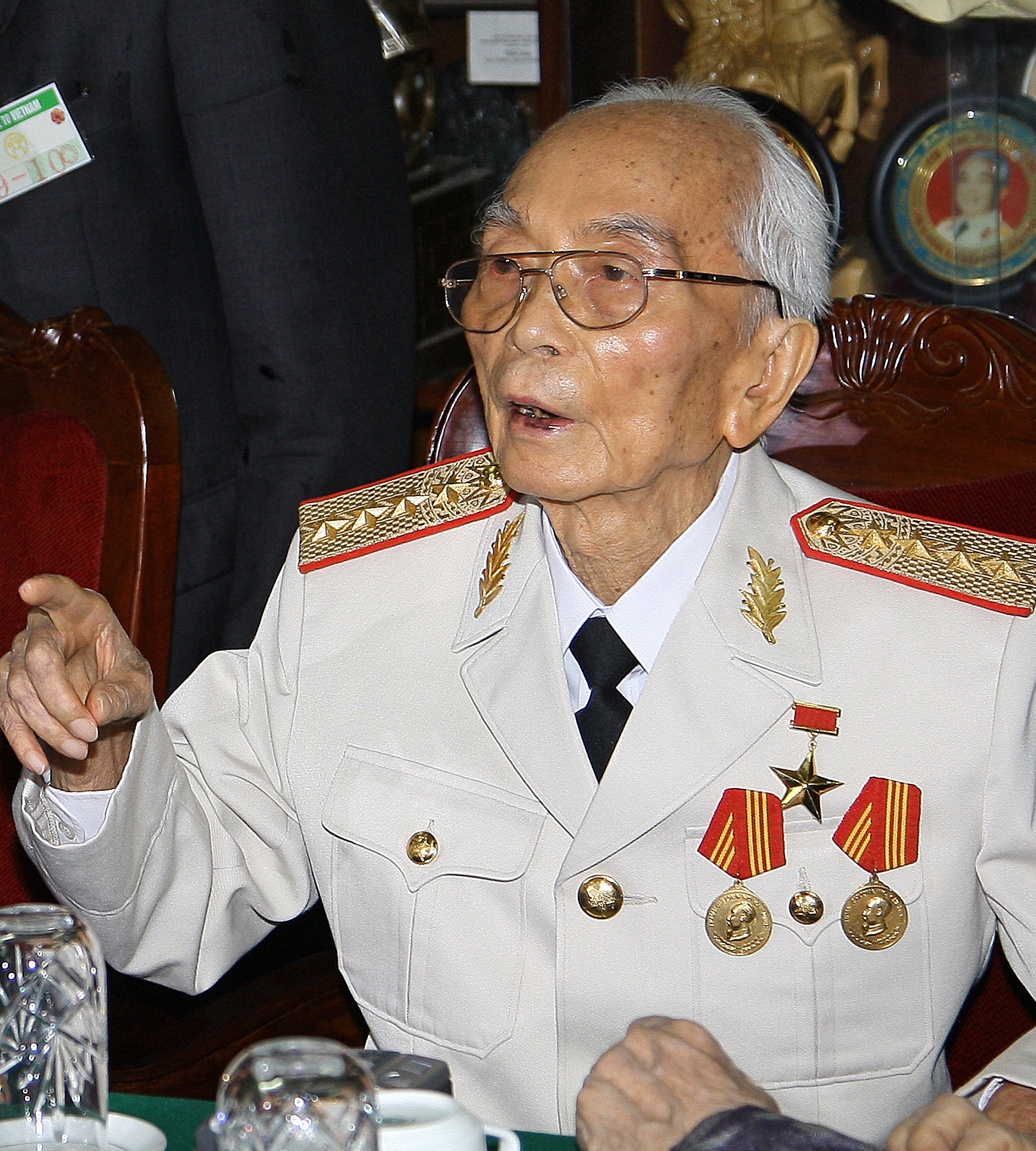
O General Võ Nguyên Giáp com sua Ordem da Estrela de Ouro, no estilo antigo, entre duas Ordens de Ho Chi Minh.

| Agraciado          | Tempo de vida | Posição                                                                                  | Ano            | Ref   |
| ------------------ | ------------- | ---------------------------------------------------------------------------------------- | -------------- | ----- |
| Tôn Đức Thắng      | 1888–1980     | Presidente do Vietnã                                                                     | 1958           |       |
| Võ Nguyên Giáp     | 1911–2013     | General, Comandante-em-chefe do Exército Popular do Vietnã, Ministro da Defesa do Vietnã | 1992           |       |
| Lê Duẩn            | 1907–1986     | Secretário-Geral do Partido Comunista do Vietnã                                          |                |       |
| Trường Chinh       | 1907–1988     | Presidente do Vietnã, Secretário-Geral do Partido                                        |                |       |
| Phạm Văn Đồng      | 1906–2000     | Primeiro-ministro do Vietnã                                                              | 1990           |       |
| Phạm Hùng          | 1912–1988     | Primeiro-ministro do Vietnã                                                              |                |       |
| Nguyễn Văn Linh    | 1915–1998     | Secretário-Geral do Partido                                                              |                |       |
| Lê Đức Thọ         | 1911–1990     | Chefe do Departamento de Organização Central                                             |                |       |
| Võ Chí Công        | 1912–2011     | Presidente do Vietnã                                                                     | 1992           |       |
| Võ Văn Kiệt        | 1922–2008     | Primeiro-ministro do Vietnã                                                              | 1997           |       |
| Lê Quang Đạo       | 1921–1999     | Presidente da Assembleia Nacional do Vietnã                                              | 2002 (póstumo) |       |
| Văn Tiến Dũng      | 1917–2002     | General, Ministro da Defesa do Vietnã                                                    |                |       |
| Lê Đức Anh         | 1920–2019     | Presidente do Vietnã, Ministro da Defesa do Vietnã                                       |                |       |
| Nguyễn Hữu Thọ     | 1910–1996     | Presidente da Assembleia Nacional, Presidente Interino do Vietnã                         | 1993           |       |
| Đỗ Mười            | 1917–2018     | Secretário-Geral do Partido, Primeiro-Ministro do Vietnã                                 |                |       |
| Huỳnh Tấn Phát     | 1913–1989     | Presidente do Governo da República do Vietnã do Sul                                      | 2005 (póstumo) |       |
| Nguyễn Chí Thanh   | 1914–1967     | General, Diretor do Departamento de Política do Exército Popular do Vietnã               | Póstumo        |       |
| Lê Trọng Tấn       | 1914–1986     | General, Chefe do Estado-Maior Geral                                                     | 2007 (póstumo) |       |
| Hoàng Văn Thái     | 1915–1986     | General, Chefe do Estado-Maior Geral                                                     | 2007 (póstumo) |       |
| Trần Nam Trung     | 1912–2009     | Coronel-General, Ministro da Defesa da República do Vietnã do Sul (1969–1975)            | 2007           | [ 3 ] |
| Trần Quý Hai       | 1913–1985     | Tenente-General, Chefe Adjunto do Estado-Maior Geral                                     | 2008 (póstumo) | [ 4 ] |
| Jambyn Batmönkh    | 1926–1997     | Presidente da Mongólia                                                                   |                |       |
| Kaysone Phomvihane | 1920–1992     | Presidente do Laos                                                                       |                |       |
| Khamtai Siphandone | 1924–2025     | Presidente do Laos                                                                       |                |       |
| Fidel Castro       | 1926–2016     | Presidente de Cuba                                                                       | 1982           |       |
| Kim Il Sung        | 1912–1994     | Presidente da Coréia do Norte                                                            |                | [ 5 ] |

### Coletivo
| Agraciado                              | Ano de concessão                                             |
| -------------------------------------- | ------------------------------------------------------------ |
| A cidade de Hanói                      | 2003 após a Independência de Timor-Leste e 2004 (duas vezes) |
| Exército Popular do Vietnã             | Cinco vezes                                                  |
| Polícia Popular do Vietnã              | 1980, 1985, 2000 (três vezes)                                |
| Universidade Médica de Hanói           |                                                              |
| Universidade Nacional do Vietnã, Hanói | 2006                                                         |
| Agência de Notícias do Vietnã          |                                                              |